# Dasypolia psathyra
Dasypolia psathyra là một loài bướm đêm trong họ Noctuidae.